# Jehan Alain
Jehan-Ariste Alain /ʒɑ̃ aˈʁist aˈlɛ̃/ (Saint-Germain-en-Laye, 3 febbraio 1911 – Saumur, 20 giugno 1940) è stato un compositore e organista francese.
Compose principalmente per organo e pianoforte.

## Biografia
Già all'età di 13 anni Alain sostituì suo padre, l'organista Albert Alain, all'organo della sua città natale. Studiò al Conservatorio di Parigi, allievo di, tra gli altri, anche di Paul Dukas, Jean Roger-Ducasse, André Bloch, Georges Caussade e dell'organista Marcel Dupré. Ricevette riconoscimenti in diverse materie e nel 1936 fu chiamato come organista.
Jehan Alain fu uno dei compositori francesi di musica per organo più dotati della sua generazione, ma morì in combattimento, con onore, all'età di 29 anni nella seconda guerra mondiale. Lasciò la moglie Madeleine Payan, sposata nel 1935, e tre figli.
Le sue opere più note sono Litanies, Trois Danses e Le Jardin Suspendu.
Il suo stile è anticonvenzionale. Oltre a influenze impressionistiche ed orientali (ritmi e scale) si riconosce anche un certo umore surreale. Legato alle Litanies  viene riportato il seguente commento: «Storia d'un uomo che spinge un piccolo carro a tre ruote. Dietro di lui ci sono venti poliziotti che gli tirano addosso dei mattoni.» Un altro pezzo fu composto su due note che erano inceppate nell'organo di casa (Berceuse sur deux notes qui cornent). Molte delle sue opere hanno una breve durata aforistica.
Anche suo fratello Olivier fu compositore, mentre sua sorella Marie-Claire è stata una delle organiste più famose.
In memoria del suo amico caduto Alain, Maurice Duruflé compose il Prelude et Fugue sur le nom d´Alain, che utilizza il nome come motivo.